# ドイツ放射線防護協会
ドイツ放射線防護協会 （Gesellschaft für Strahlenschutz, GS）は、1990年に設立された市民団体。ドイツを代表する科学研究組織であるドイツ研究センターヘルムホルツ協会や、その前身であるドイツ放射線研究会（Gesellschaft für Strahlenforschung, GFS）とは名前が似るが関係がない。目的は、電離および非電離放射線からの有害な影響から人間と環境を守るための最良の放射線防護を達成すること。 
1999年以降、Sebastian Pflugbeilが会長である。他のボードメンバーは、Inge Schmitz-Feuerhake（副会長）、Helga Dieckmann、Edmund LengfelderおよびRoland Wolffである。
ドイツ放射線防護協会の公式ジャーナルとして、同協会主催会議の会議報告書であるオットーハグ放射線研究所レポートなどがある。